# Mountain View (Oklahoma)
Mountain View è un comune degli Stati Uniti d'America, situato nello Stato dell'Oklahoma, nella contea di Kiowa.